# 纬壹科技城
纬壹科技城（英語：one-north，前称：波那维斯达科技城）位於新加坡波娜維斯達，佔地200公頃（490英畝），主要發展商為裕廊集团，是新加坡政府注資150億星幣所建立的商業園區，目標租戶為高科技研發、生物醫學、信息通信技術或媒體產業的公司。整個項目分為4期，由國際知名的伊拉克裔英國女建築師薩哈·哈帝設計，毗鄰新加坡國立大學、英士國際商學院新加坡分校、新加坡理工大學和新加坡科学园，發展計劃早於1991年公佈，至2001年方由時任副總理的陳慶炎拍板落實，積極為知識經濟作好準備。